# Because
Because – utwór grupy The Beatles z albumu Abbey Road, napisany przez Johna Lennona. Partię wokalu nagrywali Lennon, McCartney oraz Harrison. Powielając ją trzykrotnie, stworzyli 9–głosową harmonię.
Utwór rozpoczyna się instrumentalnym wstępem granym przez George’a Martina na elektrycznym klawesynie.

## Twórcy
- John Lennon – śpiew, gitara elektryczna
- Paul McCartney – śpiew, gitara basowa
- George Harrison – śpiew, syntezator Mooga
- George Martin – elektryczny klawesyn